# Officine di Cittadella
Die Officine di Cittadella waren ein 1946 gegründetes italienisches Unternehmen mit Sitz in Padua, das im Fahrzeugbau tätig war. Das Unternehmen wurde 1993 von Firema übernommen.
Bei Eröffnung arbeiteten 80 Mitarbeiter in zwei Hallen an der Ausbesserung von Kriegsschäden an Schienenfahrzeugen, später wurden auch Arbeiten an gepanzerten Fahrzeugen der italienischen Streitkräfte durchgeführt und Kühllastwagen gebaut.
Beispiele von durchgeführten Arbeiten sind der Umbau der fünf ETR 220 P in die Baureihe ETR 240 oder der 1988 aus einem Reisezugwagen der Baureihe Gran Confort hergestellte Presse- und Konferenzwagen der FS. Weiter wurden die Wartungsarbeiten an den VSOE-Wagen durch die Werkstätte durchgeführt.
Im Militärbereich wurden Umbauten an den Kampfpanzern Leopard 1, M47 und M60, sowie an den gepanzerten Mannschaftswagen M113 durchgeführt.